# Oswald Teichmüller
Oswald Teichmüller   (Nordhausen, 18 de juny de 1913 - Dniéper, 11 de setembre de 1943) va ser un matemàtic alemany.

## Vida i Obra
Teichmüller va néixer a Nordhausen però va créixer a Sankt Andreasberg (districte del Harz) on el seu pare era teixidor. De ben menut va demostrar gran talent: segons la seva mare, amb tres anys ja sabia comptar i havia aprés a llegir pel seu compte. El pare va resultar ferit durant la Primera Guerra Mundial i va morir quan Theichmüller tenia 12 anys. Aleshores la seva mare el va enviar a Nordhausen amb una tia per a que estudiés a l'institut. El 1931, acabats els estudis secundaris, va ingressar a la universitat de Göttingen, com un estudiant brillant però solitari procedent de la zona rural. El mateix any també es va fer militant del NSDAP i de les SA, convertint-se en un fanàtic nazi antisemita. El 1933 va ser l'organitzador del boicot a les classes del professor jueu Edmund Landau, provocant la seva marxa de la universitat. El 1935 va obtenir el doctorat amb una tesi dirigida nominalment per Helmut Hasse, però que, en realitat, havia estat revisada per Gottfried Köthe, ja que la seva temàtica s'apartava molt de l'especialitat de Hasse, l'àlgebra. L'elecció de Hasse com tutor, havia tingut més motivacions polítiques que acadèmiques.
El 1937, després d'uns anys d'assistent a Göttingen, va marxar a la universitat de Berlín per obtenir l'habilitació sota la direcció de Ludwig Bieberbach, una altra elecció política, ja que Bieberbach era el líder dels matemàtics nazis. Durant la seva època a Berlín, hi va haver un incendi al seminari de matemàtiques de la universitat; la investigació no va poder culpar els jueus perquè ja no n'hi havien a la universitat i les sospites van recaure en Teichmüller; quan va ser preguntat perquè havia encès el seminari va respondre: Aquesta és una bona pregunta!.
L'estiu de 1939 va ser mobilitzat per un període d'instrucció de vuit setmanes, però com que va esclatar la Segona Guerra Mundial, va romandre a l'exèrcit, participant en l'operació Weserübung d'ocupació de Noruega. El 1941 va ser destinat al quarter general de Berlín per a fer treballs criptogràfics i, també ho va combinar amb algunes classes a la universitat. Però el 1943, després de la desesperada crida del govern nazi arrel de la derrota de Stalingrad, es va presentar voluntari per anar al front rus. Després de participar en la batalla de Kursk va gaudir d'un permís i, el setembre de 1943, quan es va reincorporar al front es van deixar de tenir notícies d'ell. Se suposa que va morir en acció de guerra a la zona del riu Dnièper, probablement a la província de Poltava.
Teichmüller és recordat pels seus treballs sobre la superfície de Riemann, a partir dels quals va introduir el concepte d'espai de Tiechmüller. Durant un breu període (1935-1941), va publicar una trentena d'artcles que son el fonament del que avui es coneix com teoria de Teichmüller. Després de la seva mort, els matemàtics Lars Ahlfors, Lipman Bers i Harry Rauch van proporcionar fonaments sòlids a les idees de Teichmüller. El 1982 es van editar les seves Gesammelte Abhandlungen (Obres Escollides).